# Tomás Villoldo
Tomas Villoldo (Moreno, provincia de Buenos Aires; 28 de febrero de 1995) es un futbolista profesional argentino que juega como defensor en el lateral izquierdo en el Club Deportivo Riestra de la Primera División de Argentina.

## Trayectoria
Villoldo comenzó su carrera profesional en la división reserva de el Club Atlético River Plate, donde llegó después de ascender en las categorías inferiores. 
Después de jugar con River Plate la Copa Weifang en China, donde salieron campeones en el 2014, recibió una oferta y aceptó jugar para el equipo serbio OFK Beograd.  Sin embargo, debido a su corta edad, no pudo debutar en la segunda mitad de la SuperLiga Serbia 2015-16, y terminó jugando solo un partido en la Copa Serbia durante su estadía en Europa. 
En agosto de 2016 regresa a Argentina y se incorpora al Deportivo Riestra. 
Luego de un año, firma con el Club Atlético San Miguel  donde pasa dos temporadas muy productivas en la Primera B Metropolitana. 
En 2019 fichó por el Club Almirante Brown jugando en la misma categoría del fútbol argentino.
A fines de noviembre de 2020, Villoldo dejó Almirante Brown, para reincorporarse a su antiguo club Deportivo Riestra que militaba para esos años la Primera Nacional. 

## Clubes
| Club              | País      | Año          |
| ----------------- | --------- | ------------ |
| River Plate       | Argentina | 2015         |
| OFK Belgrado      | Serbia    | 2016         |
| Deportivo Riestra | Argentina | 2016-2017    |
| San Miguel        | Argentina | 2017-2019    |
| Almirante Brown   | Argentina | 2019-2020    |
| Deportivo Riestra | Argentina | 2020-Actual. |

## Estadísticas
Actualizado al último partido disputado el 27 de septiembre de 2024.
| River Plate Argentina | 1.ª           | 2015          | 0   | 0 | 0 | 0 | 0 | 0 | 0   | 0 |
| River Plate Argentina | Total club    | Total club    | 0   | 0 | 0 | 0 | 0 | 0 | 0   | 0 |
| OFK Belgrado Serbia | 1.ª           | 2016          | 0   | 0 | 1 | 0 | 0 | 0 | 1   | 0 |
| OFK Belgrado Serbia | Total club    | Total club    | 0   | 0 | 1 | 0 | 0 | 0 | 1   | 0 |
| Deportivo Riestra Argentina | 3.ª           | 2016-17       | 1   | 0 | 0 | 0 | 0 | 0 | 1   | 0 |
| Deportivo Riestra Argentina | Total club    | Total club    | 1   | 0 | 0 | 0 | 0 | 0 | 1   | 0 |
| San Miguel Argentina | 3.ª           | 2017-18       | 18  | 1 | 0 | 0 | 0 | 0 | 18  | 1 |
| San Miguel Argentina | 3.ª           | 2018-19       | 35  | 0 | 0 | 0 | 0 | 0 | 35  | 0 |
| San Miguel Argentina | Total club    | Total club    | 53  | 1 | 0 | 0 | 0 | 0 | 53  | 1 |
| Almirante Brown Argentina | 3.ª           | 2019-20       | 7   | 0 | 0 | 0 | 0 | 0 | 7   | 0 |
| Almirante Brown Argentina | Total club    | Total club    | 7   | 0 | 0 | 0 | 0 | 0 | 7   | 0 |
| Deportivo Riestra Argentina | 2.ª           | 2020          | 3   | 0 | 1 | 0 | 0 | 0 | 4   | 0 |
| Deportivo Riestra Argentina | 2.ª           | 2021          | 31  | 0 | 0 | 0 | 0 | 0 | 31  | 0 |
| Deportivo Riestra Argentina | 2.ª           | 2022          | 27  | 0 | 0 | 0 | 0 | 0 | 27  | 0 |
| Deportivo Riestra Argentina | 2.ª           | 2023          | 28  | 0 | 1 | 0 | 0 | 0 | 29  | 0 |
| Deportivo Riestra Argentina | 1.ª           | 2024          | 4   | 0 | 5 | 0 | 0 | 0 | 9   | 0 |
| Deportivo Riestra Argentina | Total club    | Total club    | 93  | 0 | 7 | 0 | 0 | 0 | 100 | 0 |
| Total carrera | Total carrera | Total carrera | 154 | 1 | 8 | 0 | 0 | 0 | 162 | 1 |
| (1) La copa nacional se refiere a la Copa Argentina, Copa de la Liga Profesional y Copa de Serbia. (2) La copa internacional se refiere a la Copa Sudamericana y Copa Libertadores. |               |               |     |   |   |   |   |   |     |   |